# Joseph Zawacki

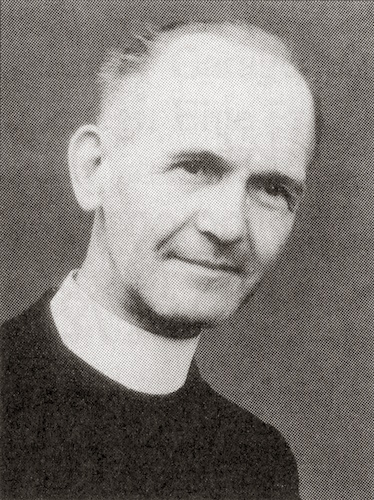
Joseph Zawacki

Joseph Zawacki (* 22. Juli 1888 in Potsdam; † 22. September 1962 in Berlin) war ein deutscher katholischer Kaplan, Pfarrer in Hennigsdorf und Erzpriester in Berlin.

## Herkunft, Familie
Joseph (auch Josef) Maria Heinrich Franz Zawacki wurde als zweiter Sohn des aus Lessen in Westpreußen stammenden Oberlazarettgehilfen im 3. Garde-Ulanen-Regiment Stanislaus Zawacki und seiner in Potsdam geborenen Ehefrau Maria Bertha, geborene Virnich, geboren. Die Taufe fand wahrscheinlich in der Kirche St. Peter und Paul in Potsdam am Bassinplatz statt, ist aber aufgrund des Kriegsverlustes der entsprechenden Taufbücher nicht belegbar.
Zawackis eineinhalb Jahre älterer und ebenfalls in Potsdam geborener Bruder Stanislaus Zawacki war Doktor der Medizin in Westpreußen (1920 an Polen abgetreten) und hatte nach der Besetzung Polens durch die Wehrmacht Kontakte zum polnischen Widerstand.
Die Eltern zogen mit den beiden Söhnen noch vor 1893 von Potsdam nach Berlin, wo der Vater zuerst als Büro-Diätar bzw. Sekretär bei der Polizei bezeichnet wird, später dann als königlicher Rechnungsrat und Mitte der 1920er Jahre als Pensionär. Beide Söhne besuchten Schulen in Berlin.

## Priesterausbildung, erste Stellen
Joseph Zawacki erhielt in Breslau seine theologische Ausbildung und wurde dort am 18. Juni 1914 zum Priester geweiht. Anschließend war er Schlosskaplan in Silbitz, Kreis Nimptsch, (Schlesien). Im Frühjahr 1916 wurde er IV. Kaplan in Hindenburg in Oberschlesien (St. Andreas), bevor er 1918 als Kaplan nach Berlin-Oberschöneweide (St. Antonius) entsandt wurde. Die Geschichte von Oberschöneweide ist – wie die von Hennigsdorf – eng mit dem Elektrokonzern AEG verbunden.

## Seelsorger in Hennigsdorf
1924 schickte der Breslauer Kardinal Bertram Joseph Zawacki nach Hennigsdorf, um eine katholische Gemeinde aufzubauen. Zawacki kam am 2. Oktober in Hennigsdorf an, dem Schutzengeltag, weshalb die Kirchengemeinde und die Kirche den Namen Zu den heiligen Schutzengeln bekam. Formell war Zawacki Lokalkaplan mit dem Titel Kuratus. Der Geistliche wohnte zuerst privat, ein Raum für Gottesdienste war nicht vorhanden, bis Ende 1925 ein schlichter Kirchenbau (Notkirche), im Jahr darauf ein Pfarrhaus und bis 1931 ein Gemeindehaus mit Kindergarten entstand.
Zawacki betreute auch die Katholiken in den umliegenden Orten und legte die Strecken mit dem Fahrrad zurück. In Nieder Neuendorf wurde die Heilige Messe zuerst in einer Baracke des ehemaligen Pulverdepots, in Bötzow im Privathaus von Ernst Thrasolt und in Schönwalde im gemeindlichen Spritzenhaus gehalten.
Anfang 1929 erhielt Zawacki formell den Titel Pfarrer, ab 1932 standen ihm Kapläne helfend zur Seite.
Etwa 1932 begann der Hennigsdorfer Pfarrer damit, eine Chronik zu schreiben, die er bis 1955 sukzessive ergänzte und in der er wichtige lokale Ereignisse wie Bombenabwürfe während des Krieges oder die Kampfhandlungen Ende April 1945 beschreibt. Er äußert sich darin auch über Mitarbeiter, über die katholische Schule sowie über das NS-Regime (ab 1933), später über die sowjetische Administration (ab Mai 1945) und die SED-Machthaber (ab 1949).
Schon im Juli 1933 war die Polizei in den kirchlichen Gebäuden, verhörte Zawacki und beschlagnahmte Akten. Im März 1934 überfielen etwa 600 Hitlerjungen eine katholische Jungschar-Versammlung an der Kirche, im Herbst gab es erneut eine Hausdurchsuchung, noch einmal 1935.
Wohl schon Ende der 1920er Jahre zogen Zawackis Eltern aus Berlin zu ihm ins Pfarrhaus in eine separate Wohnung, beide starben dort im Jahre 1934. Zawacki betreute 1935 etwa 2500 Seelen.
Seine ablehnende Haltung zum Nationalsozialismus erhöhte sich noch einmal, als ab 1940 Kriegsgefangene und Zwangsarbeiter nach Hennigsdorf kamen, die unter primitiven Verhältnissen in einem Außenlager des KZ Sachsenhausen untergebracht und von denen viele katholisch waren. Ein großer Teil kam aus Polen: Für diese armen verachteten Polen will ich sorgen, soweit es mir gestattet ist. Mit der Unterstützung des Hennigsdorfer Pfarrers konnten einige holländische katholische Arbeiter aus dem Barackenlager zu ihm in die kirchlichen Gebäude ziehen.
Am Morgen des 22. April 1945 stand die Rote Armee am Ostufer der Havel. Zawacki feierte um 7 Uhr eine heilige Messe, zu der sich nur wenige Menschen einfanden. Ähnlich war es auch um 9 und 10 Uhr. Einige Dinge wurden im Garten vergraben. Erst in der Nacht erreichten die Sowjetsoldaten und ihre Verbündeten, darunter polnische Streitkräfte, den Bahndamm östlich der Kirche. Als Zawacki am 23. April die Frühmesse hielt, rollten durch die Fontanestraße bereits Panzer und andere Militärfahrzeuge, darunter polnische mit weiß-rotem Wimpel. Der Pfarrer kommentierte dies in seiner Chronik: Also doch! Polen war nicht völlig unterjocht und zog sogar als Sieger in die deutsche Hauptstadt ein. Welch eine Ironie des Schicksals! Hitler wollte Polen vernichten und wurde selbst durch die Polen im Gefolge der anderen Mächte vernichtet. Fast alle Bewohner der kirchlichen Gebäude suchten jetzt Schutz im Keller, Zawacki begab sich „in vollem Ornat“ in „seine“ Kirche, zündete eine Kerze an und suchte Schutz hinter einer Mauer und der Orgel. Gegen 11 Uhr kamen die Rotarmisten in die Kirche, Zawacki war bereit, als Märtyrer zu sterben. Doch es kam ganz anders: Die Russen respektierten alles Religiöse, es kam sogar zu einem kurzen Gespräch zwischen einem sowjetischen Offizier, der etwas deutsch konnte, und dem Hennigsdorfer Priester, der etwas polnisch sprach.
Nach dem Krieg hielt Zawacki auch heilige Messen in einer Kantinenbaracke des ehemaligen Zwangsarbeiterlagers, in das sudetendeutsche Flüchtlinge eingezogen waren und bis Mitte der 1950er Jahre wohnten. Während des Krieges und bis Mitte 1947 wohnte ein Sohn seines Bruders, der auch die Orgel in der Kirche spielte, beim Pfarrer in Hennigsdorf. Mit der Abriegelung der Grenzen im Verlauf der 1950er Jahre betreute Zawacki auch die Katholiken in Stolpe-Süd, die bislang zu Berlin-Frohnau gehörten.

## Hausgeistlicher im Krankenhaus Berlin-Hedwigshöhe, Lebensende, Bestattung

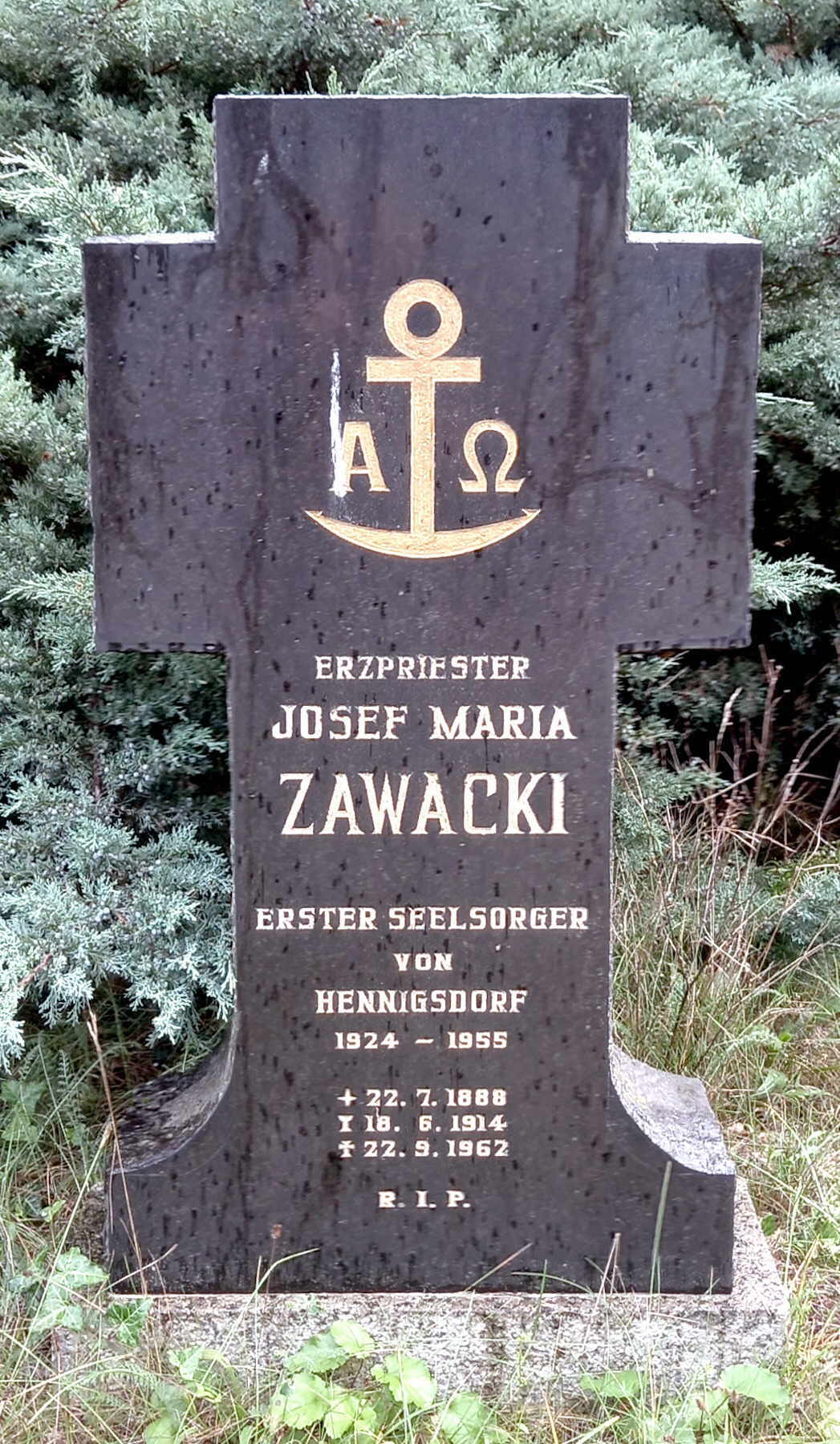
Gedenkstein für den katholischen Pfarrer Zawacki in Hennigsdorf

Am 1. September 1955 trat Zawacki seine neue Stelle im katholischen Krankenhaus Hedwigshöhe in Berlin-Bohnsdorf an.
An dieser letzten Station seines Wirkens wurde er zum Erzpriester ad honorem (ehrenhalber) ernannt.
Zawacki starb am 22. September 1962 und wurde auf dem St. Hedwigsfriedhof Berlin I in der Liesenstraße bestattet. Die Liesenstraße lag seit August 1961 im Grenzgebiet; auf der Grundlage des Grenzgesetzes von 1982 erfolgte im Zuge von Grenzsicherungsmaßnahmen, konkret der Verbreiterung des Schutzstreifens, 1983/84 eine Umbettung.

## Ehrung, Erinnerung
Am Turm der katholischen Kirche in Hennigsdorf steht ein Gedenkstein für Pfarrer Zawacki.